# 참혹한 여자
"참혹한 여자"는 2021년에 개봉한 대한민국의 영화이다.

## 캐스팅
- 박만득
- 신애 : 경은 역
- 최순형

## 시놉시스
“ 상상 그 이상의 기괴한 잔혹동화가 펼쳐진다. ”